# Saint-Servais (Finistère)
Saint-Servais (bretonisch Sant-Servez-Landivizio) ist eine französische Gemeinde mit 789 Einwohnern (Stand 1. Januar 2022) im Département Finistère in der Region Bretagne. Sie gehört zum Gemeindeverband Communauté de communes du Pays de Landivisiau.

## Lage
Die Gemeinde befindet sich im Nordwesten der Bretagne 18 Kilometer südlich der Atlantikküste.
Morlaix liegt 25 Kilometer östlich, die Groß- und Hafenstadt Brest 28 Kilometer südwestlich und Paris etwa 480 Kilometer östlich (Angaben in Luftlinie).

## Verkehr
Bei Landivisiau und Landerneau gibt es Abfahrten an der Schnellstraße E 50 Brest-Rennes und Regionalbahnhöfe an den überwiegend parallel verlaufenden Bahnstrecke.
Der Bahnhof von Brest ist Endpunkt des TGV Atlantique nach Paris und der Flughafen Aéroport de Brest Bretagne nahe Brest ist der nächste Regionalflughafen.  Der Militärflugplatz Landivisiau liegt teilweise auf dem Gebiet der Gemeinde.

## Bevölkerungsentwicklung
| Jahr                       | 1962 | 1968 | 1975 | 1982 | 1990 | 1999 | 2006 | 2017 |
| Einwohner                  | 501  | 470  | 426  | 568  | 505  | 553  | 637  | 782  |
| Quellen: Cassini und INSEE |      |      |      |      |      |      |      |      |

## Sehenswürdigkeiten
Siehe: Liste der Monuments historiques in Saint-Servais (Finistère)